# Burg Lichtenberg (Pfalz)
Die Burg Lichtenberg ist eine Spornburg bei Thallichtenberg im Landkreis Kusel in Rheinland-Pfalz. Die Burg ist mit 425 m Länge eine der längsten Burgruinen Deutschlands und die größte Burganlage der Pfalz.

## Lage
Burg Lichtenberg liegt auf dem bis zu 393,5 m ü. NHN hohen Bergsporn des gleichnamigen Bergs im Nordpfälzer Bergland, dessen 416,8 m hoher Hauptgipfel in 500 m nordöstlicher Entfernung liegt. Südlich wird der Berg vom Pfeffelbach flankiert, nordwestlich vom Hesselbach. Die Burg liegt zwischen Thallichtenberg im Nordwesten, Ruthweiler im Südosten und Körborn im Nordosten. Östlich der Burg befindet sich ein großer Parkplatz, der unmittelbar an der von Thallichtenberg nach Körborn führenden Burgstraße liegt. Die Anlage ist von den umliegenden Ortschaften auch auf Waldwegen zu Fuß erreichbar, wobei Körborn nur wenig tiefer liegt (365,9 m), während Thallichtenberg mit 287 m deutlich tiefer liegt.
Die Burg liegt auf der Gemarkung von Thallichtenberg, der Parkplatz größtenteils auf Körborner und der Hauptgipfel auf der von Ruthweiler.

## Geschichte
Die Burg wird 1214 erstmals anlässlich eines Rechtsstreits erwähnt: Die Grafen von Veldenz hätten sie widerrechtlich auf dem Gebiet des Benediktinerklosters St. Remigius in Reims erbaut. Obwohl deshalb die Schleifung der Burg verfügt wurde, blieb sie intakt und gehörte weiterhin den Grafen, nach deren Aussterben 1444 den Herzögen von Pfalz-Zweibrücken, bis zum faktischen Ende des Herzogtums 1793.
Neben ihrer lange bestehenden militärischen Bedeutung (noch 1693 wurde sie anlässlich der Reunionskriege durch französische Truppen besetzt) diente sie einer Vielzahl von Zwecken:
- Sie war Nebenresidenz ihrer Herren und beherbergte 1529 als Gäste ihrer Herren die zum Marburger Religionsgespräch durchreisenden Reformatoren Zwingli, Oekolampad, Butzer und Sturm
- Sie war Sitz eines umfangreichen landwirtschaftlichen Betriebs ihrer Herren
- Sie war Sitz der Amtsverwaltung, die erst 1755 durch Herzog Christian IV. in die Stadt Kusel verlegt wurde.

Sie wurde nie durch Angriffe erobert oder zerstört und war die einzige unzerstörte Burg in der Pfalz nach dem Pfälzischen Erbfolgekrieg. Dennoch wurde sie bereits 1693 – als sie noch herrschaftlich genutzt wurde – als „verwahrloßt“ und „ruinos“ beschrieben. Durch ein Großfeuer am 26. Oktober 1799 wurde sie schwer beschädigt und ist seitdem eine Ruine. Lediglich die Burgkapelle und die Landschreiberei überstanden den Brand unversehrt, da sie in genügendem Abstand zur Hauptburg lagen. Bewohnt war sie weiterhin.
Ab 1816 gehörte der Landstrich um die Burg zu Sachsen-Coburg-Saalfeld. Diese Exklave wurde 1819 nach der Burg Fürstentum Lichtenberg benannt, bestand jedoch nur bis 1834, als sie an Preußen abgegeben wurde. Der Verfall setzte sich unter den neuen Besitzern fort.
Seit 1895 steht die Burg unter Denkmalschutz. Ab 1922 erfolgte der Ausbau der Vorburg zur Jugendherberge. 1979 bis 1984 wurde die Zehntscheune wiederaufgebaut und in ihr das Musikantenlandmuseum eingerichtet. 1983/84 erhielt der Bergfried zwei weitere Geschosse und wurde überdacht. Im letzten Jahrzehnt des 20. Jahrhunderts entstand das „Geoskop“ als Zweigstelle des Pfalzmuseums für Naturkunde in Bad Dürkheim. 2016 wurde die ursprünglich außen am Bergfried zum Hocheingang führende Holztreppe durch eine L-förmig angelegte Metalltreppe ersetzt.

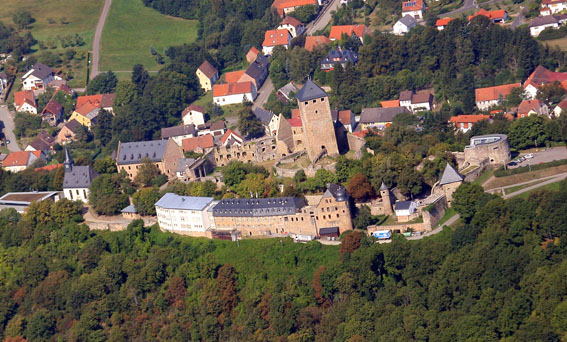
Luftaufnahme Burg Lichtenberg, 2009

Erst seit der Gebietsreform 1969 gehört die Burg zum pfälzischen Landkreis Kusel.

## Anlage

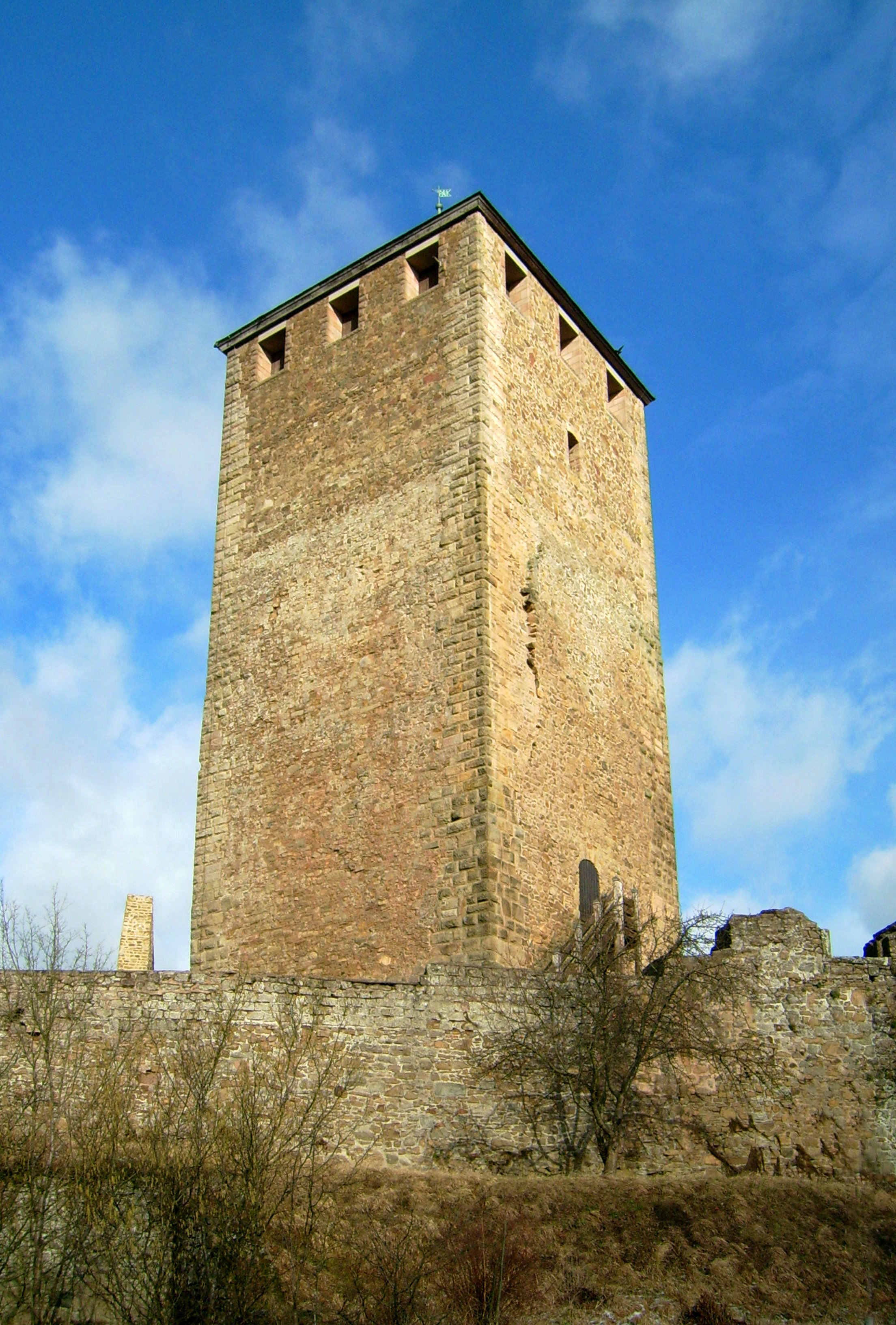
Bergfried

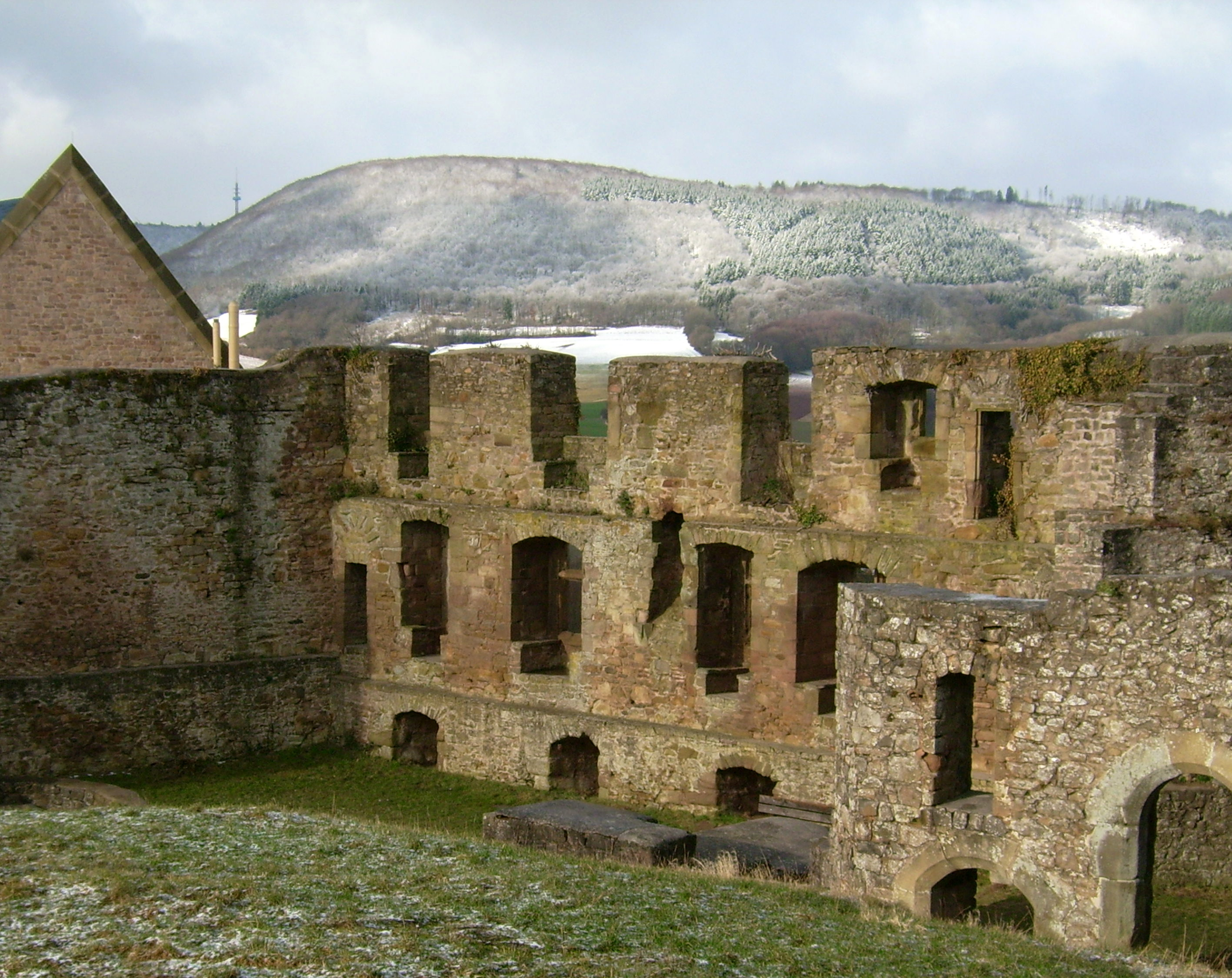
Burg Lichtenberg im Winter

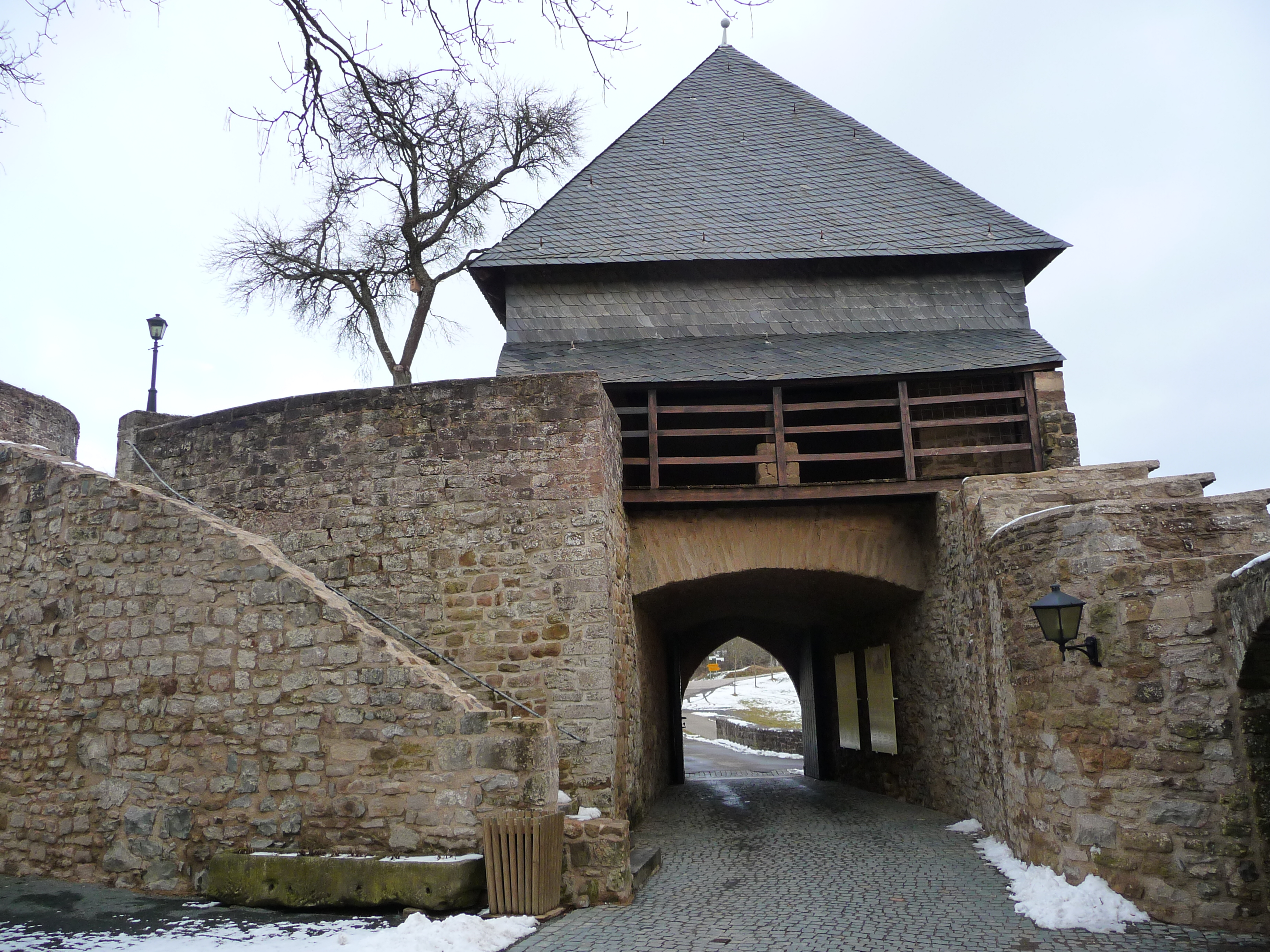
Erstes Tor von Westen

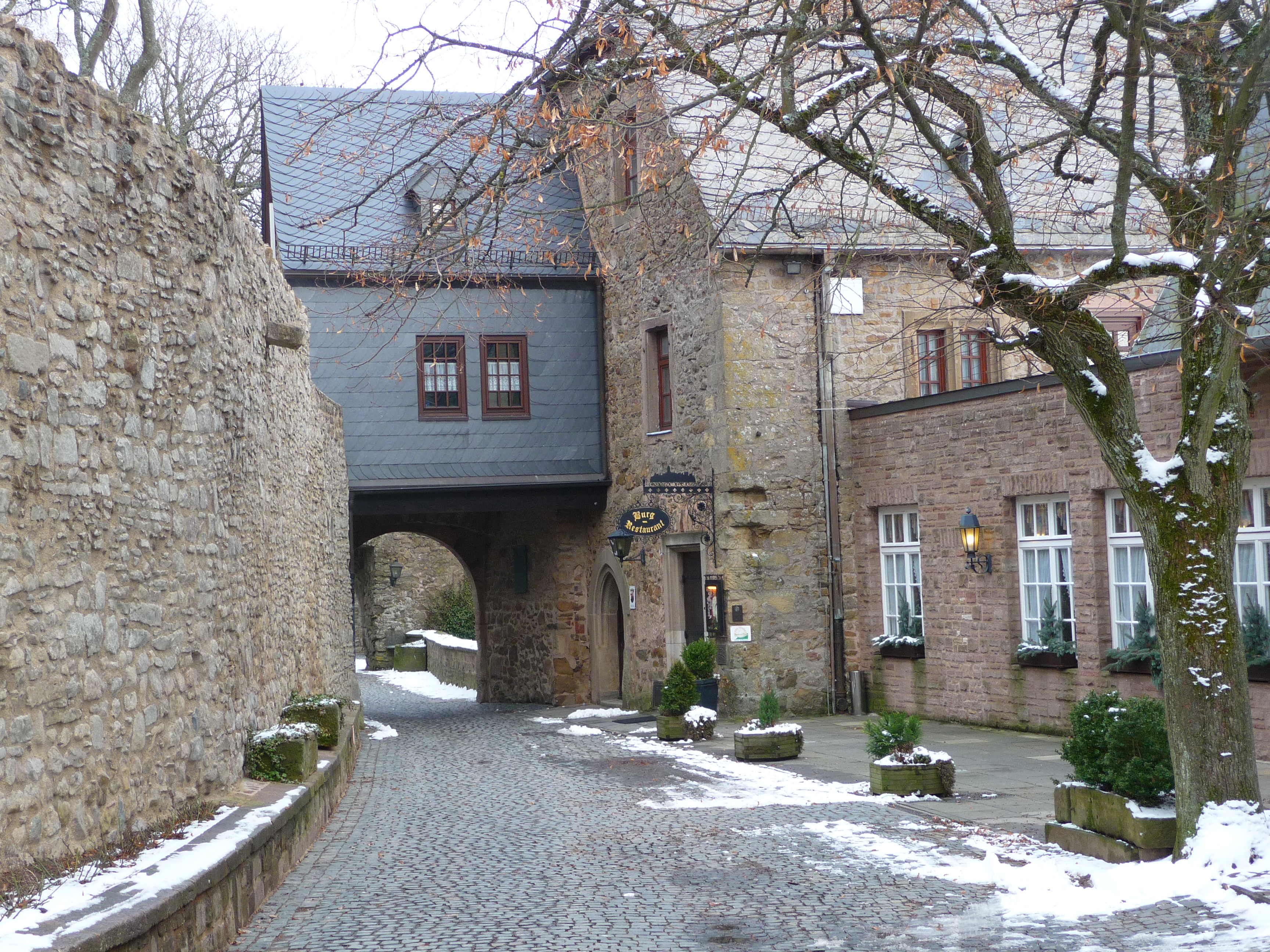
Drittes Tor und Burgrestaurant

Ursprünglich bestand die Burg aus zwei Anlagen, die im Laufe der Jahrhunderte zusammengewachsen sind.
In der zweiten Hälfte des 12. oder im frühen 13. Jahrhundert wurde auf dem höchsten Punkt des Lichtenbergs die sogenannte Oberburg erbaut. Sie bestand ursprünglich aus einem zentralen quadratischen wohnturmartigen Bergfried und einer ovalförmigen Ringmauer mit Randhausbebauung mit engem Burghof. Der Eingang lag an der der Angriffsseite abgewendeten Seite.
Die Jüngere (14. Jahrhundert) ist die ca. 130 Meter weiter westlich von der Oberburg an der Spitze des Bergsporns gelegene "Unterburg". Sie war annäherungsweise längsrechteckig und hatte einen Bergfried mit Schildmauer gegen die Angriffsseite. Erhalten haben sich hauptsächlich nur die Umfassungsmauern. Der bemerkenswerteste Baurest ist die Toranlage mit der ursprünglichen Burgkapelle im Obergeschoss.
Im 14. und 15. Jahrhundert wurde die Oberburg sukzessive durch neue geräumige Palasbauten erweitert. Um 1400 erhielten die Burgen eine gemeinsame Ringmauer und waren somit zusammengewachsen. Auf der Fläche zwischen den beiden Burgen entstanden nennenswerte Bauten wie die Zehntscheune (1738) und die Burgkapelle (1755/58), welche als Ersatz für die baufällig gewordene St. Georgskapelle errichtet wurde. Vom Ende des 15. bis ins 16. Jahrhundert wurde die Burg durch weitere Zwingermauern und Bollwerke v. a. gegen die Angriffsseite verstärkt.

## Heutige Nutzung

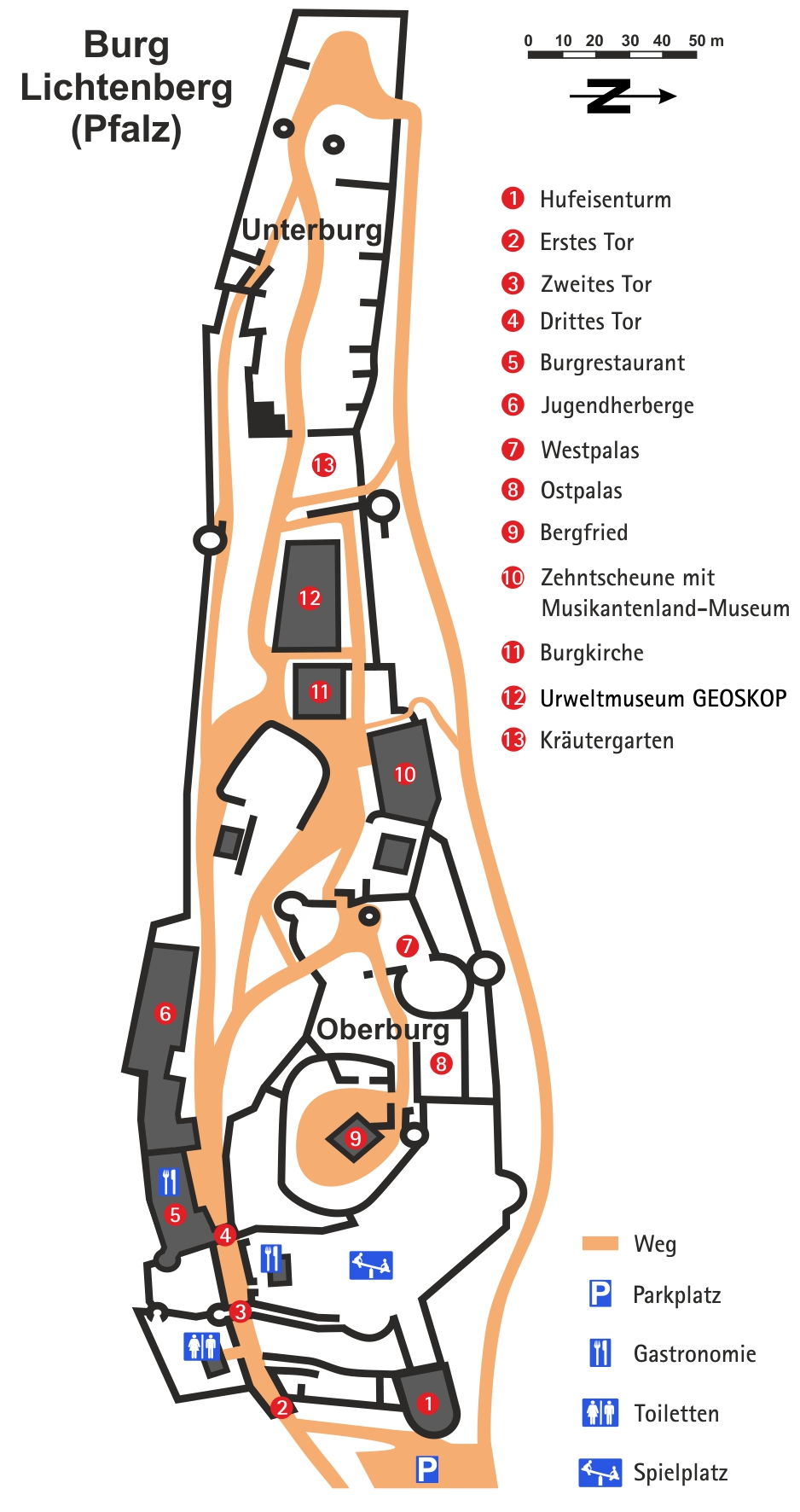
Burgplan von Burg Lichtenberg 2020

Der quadratische etwa 33 Meter hohe Bergfried ist tagsüber als Aussichtsturm besteigbar und bietet eine schöne Aussicht auf die Stadt Kusel im Süden und die preußischen Berge im Norden. Außerdem sind heute auf der Burg ein Restaurant, eine Jugendherberge, das Pfälzer Musikantenland-Museum und das im postmodernen Stil in die Burganlage eingepasste Urweltmuseum Geoskop beheimatet. Letzteres zeigt neben paläontologischen Funden der Lebewelt der Pfalz vor rund 290 bis 300 Millionen Jahren, einer Visualisierungen zur Plattentektonik, auch die Eigenheiten der lokalen Geologie sowie die Historie des Bergbaus im Nordpfälzer Bergland, wobei regelmäßig wechselnde Sonderausstellungen (z. B. 2006: Meteoriten, 2017: Mammut., 2019: Versteinertes Wetter) das Ausstellungsangebot bereichern und erweitern. Die Burg war zudem eine der Spielstätten des Jazzfestivals palatia jazz.